# گیرنده فاکتور رشد تغییردهنده بتا
گیرنده فاکتور رشد تغییردهنده بتا (انگلیسی: TGF beta receptor) گروهی از گیرنده‌های سرین/ترئونین کیناز تک‌گذر هستند که در اشکال و انواع متفاوتی دیده می‌شود که می‌تواندهومودیمریک یا هترودیمریک باشند.
TGF-β نوعی سیتوکین است که در سیگنال‌دهی سلولی نقش دارد و در بسیاری از بافت‌های بدن همچون مغز، قلب، کلیه، کبد، بیضه‌ها بیان می‌شود.
افزایش میزان TGFβ با بروز فیبروز کلیه، دیابت و نارسایی مزمن کلیه در ارتباط است. پیشرفت‌های اخیر نشان می‌دهد که آنتاگونیست‌های گیرندهٔ TGFβ می‌توانند روند فیبروز کلیه را قطع کرده و در برخی موارد، حتی آنرا معکوس کند.